# Laiterie Aurès
La Laiterie des Aurès est une entreprise agroalimentaire algérienne, filiale du groupe public algérien Giplait. Elle est spécialisée dans la production de lait et d'autres dérivés comme le beurre, fromage et crèmes fraîches.

## Présentation
La laiterie Aurès est une unité laitière approvisionnant plusieurs régions de l'est du pays et du sud-est telles que Batna,  Biskra, El Oued, Ouargla et Tébessa ainsi qu'une partie de la wilaya de Khenchela.

## Produits
- Lait pasteurisé
- lait fermenté
- beurre